# Alfred Faure (météorologue)
Pour les articles homonymes, voir Alfred Faure et Faure.
Alfred Faure est un météorologue français né en 1925 et mort le 17 octobre 1968, principalement connu pour avoir contribué à la création de la base permanente Alfred-Faure, sur les îles Crozet.

## Biographie

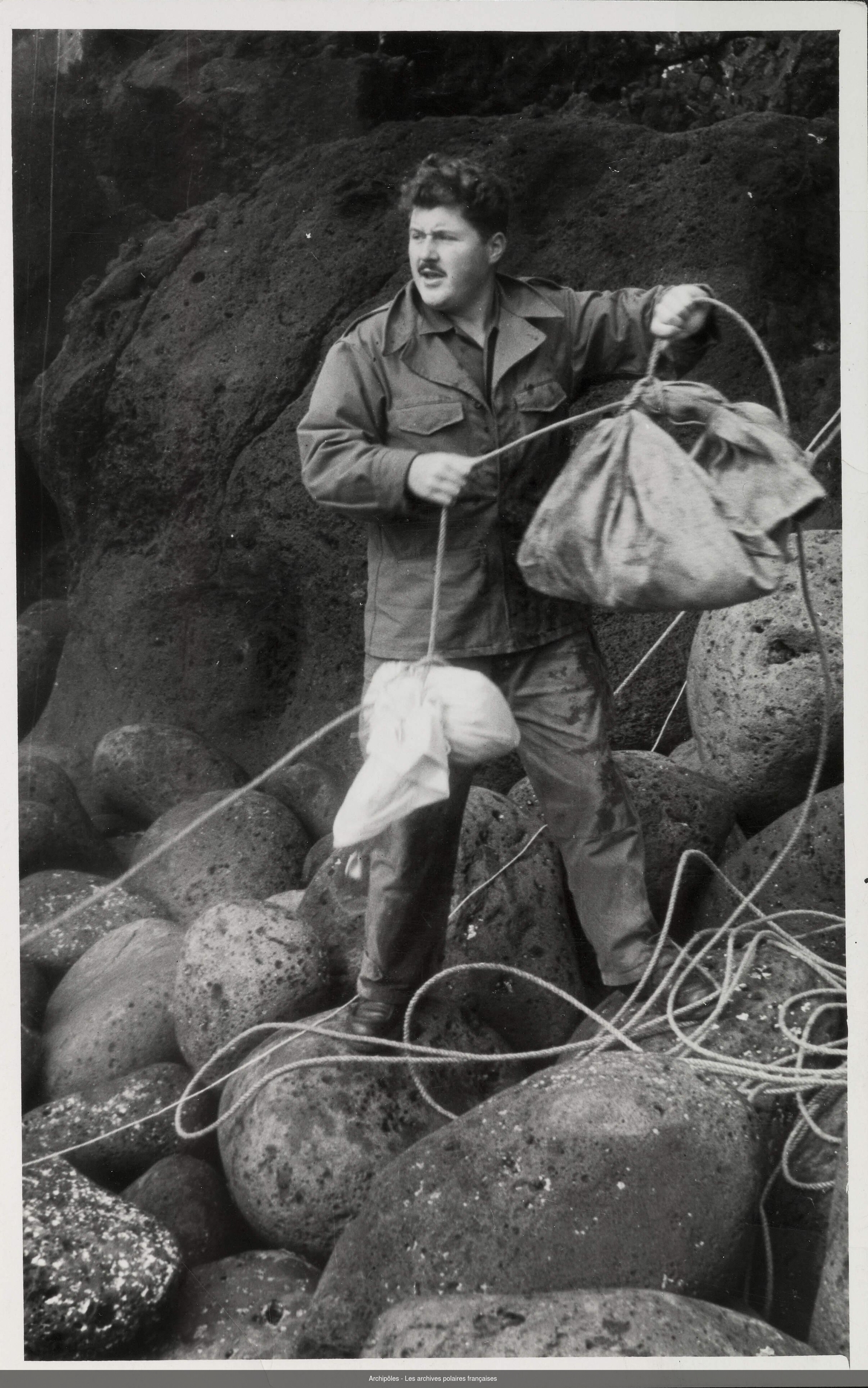
Portrait d'Alfred Faure.

Ingénieur des travaux météorologiques, Alfred Faure, participe du 31 décembre 1949 au 6 février 1951 à la première mission d'installation de la base sur l'île d'Amsterdam, sous la direction de Martin de Viviès. Un an plus tard, il y effectue un deuxième hivernage en participant à la 3e mission à Amsterdam, du 3 janvier 1952 au 12 janvier 1953. À la demande des Expéditions polaires françaises, il devient ensuite le chef de district de la 10e mission en Terre-Adélie, du 12 janvier 1960 au 4 février 1961.

### Création d'une base permanente aux îles Crozet

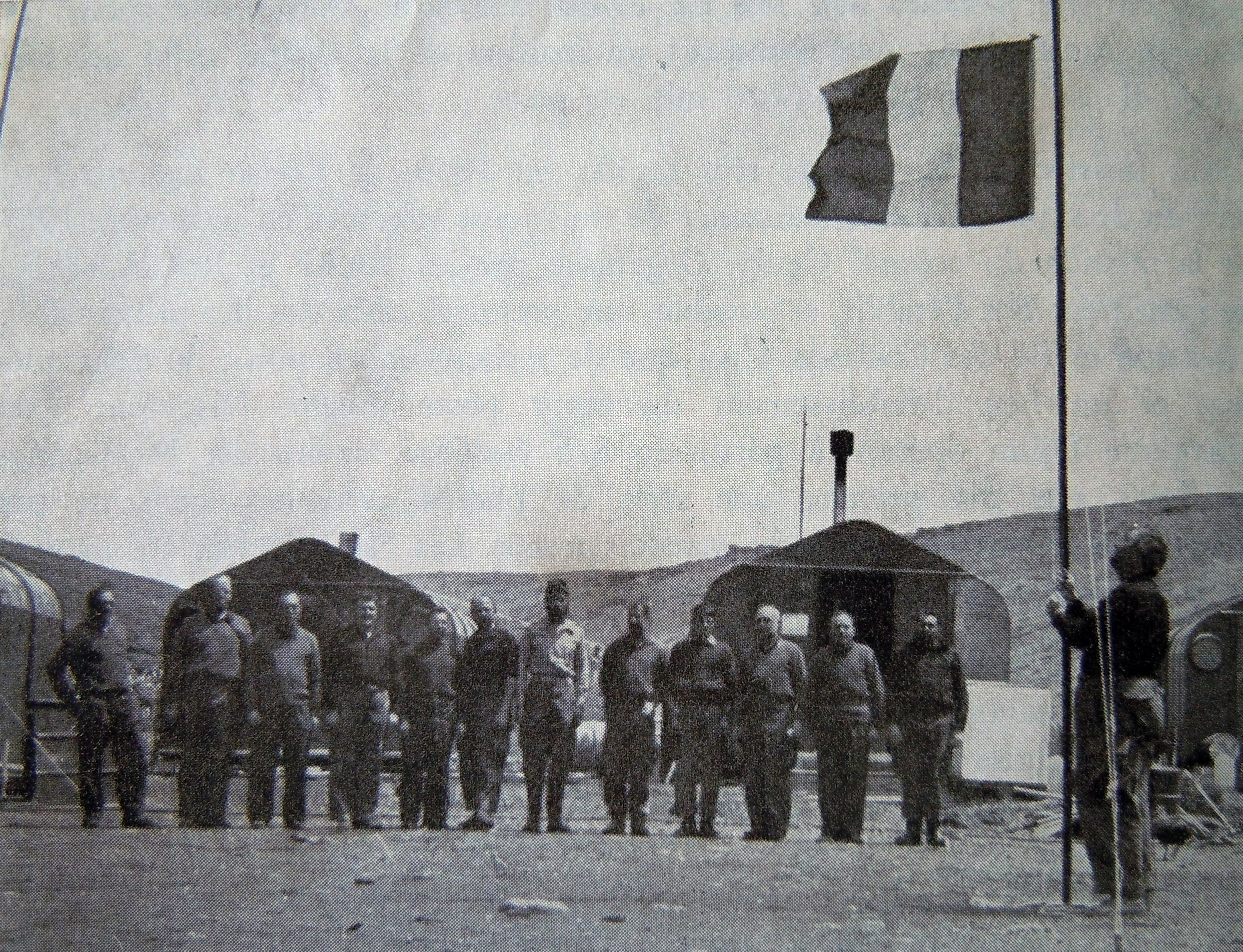
Salut aux couleurs sur l'île de la Possession, lors de la première mission dirigée par Alfred Faure (décembre 1961 - février 1962)

Alfred Faure est chargé par l'administration des Terres australes et antarctiques françaises (TAAF) des deux campagnes de préparation d'une base permanente sur l'archipel Crozet, dernier district des TAAF pas encore occupé de manière continue. Il dirige d'abord la première campagne d'été sur l'île de la Possession du 21 décembre 1961 au 3 février 1962 : une équipe de 13 hommes débarque du Gallieni, le navire de relève et de ravitaillement des TAAF, en crique du Navire. Alfred Faure y installe un camp provisoire au bord de la plage de débarquement, au milieu d'une colonie de manchots royaux. Le site de la future base permanente est choisi sur le plateau qui domine la crique, à 131 m d'altitude.
Il dirige ensuite la deuxième campagne d'été du 21 décembre 1962 au 2 février 1963. Une mission de 13 personnes acheminée de nouveau par le Gallieni retrouve le camp provisoire de Port-Alfred installé l'année précédente, édifie les premières baraques sur le plateau et construit un va-et-vient permettant d'acheminer du matériel depuis le camp provisoire au bord de la plage. Une station météorologique automatique est mise en service le 2 février 1963, jour du départ de la mission.
Enfin, Alfred Faure revient pour diriger le premier hivernage à Crozet du 28 décembre 1963 au 15 décembre 1964. Une nouvelle équipe de 20 personnes a alors pour objectif de construire la base définitive sur le plateau et d'y séjourner pendant un an jusqu'à la relève. Cette équipe est la première mission à séjourner un an sur l'île de la Possession, dans une base encore très sommaire mais qui n'a plus cessé de fonctionner jusqu'à aujourd'hui.
Le 22 mars 1969, un arrêté de l'administrateur supérieur des TAAF décide que le nom d'Alfred Faure est donné à la base permanente qu'il a créée.

## Philatélie
Le 17 octobre 2018, pour le cinquantième anniversaire de sa mort, un timbre d'une valeur de 0,95 € dédié à Alfred Faure et à la base portant son nom sur l'île de la Possession a été émis par les services postaux des TAAF. Un premier timbre à l'effigie d'Alfred Faure, d'une valeur de 1,80 F, avait déjà été émis en 1984 par les TAAF.